# Actinella littorinella
Actinella littorinella é uma espécie de gastrópode  da família Hygromiidae.
É endémica da Madeira.
Está ameaçada por perda de habitat.